# Dave Kilminster
Dave Kilminster (* 25. ledna 1962) je britský kytarista, zpěvák, hudební skladatel a producent. Jako hudebník při turné spolupracoval například s Keithem Emersonem a Rogerem Watersem, se kterým hrál na jeho turné The Dark Side of the Moon Live (2006–2008) a The Wall Live (2010–2013).

## Sólová diskografie
- Scarlet (2007)